# Ford Thames 307E

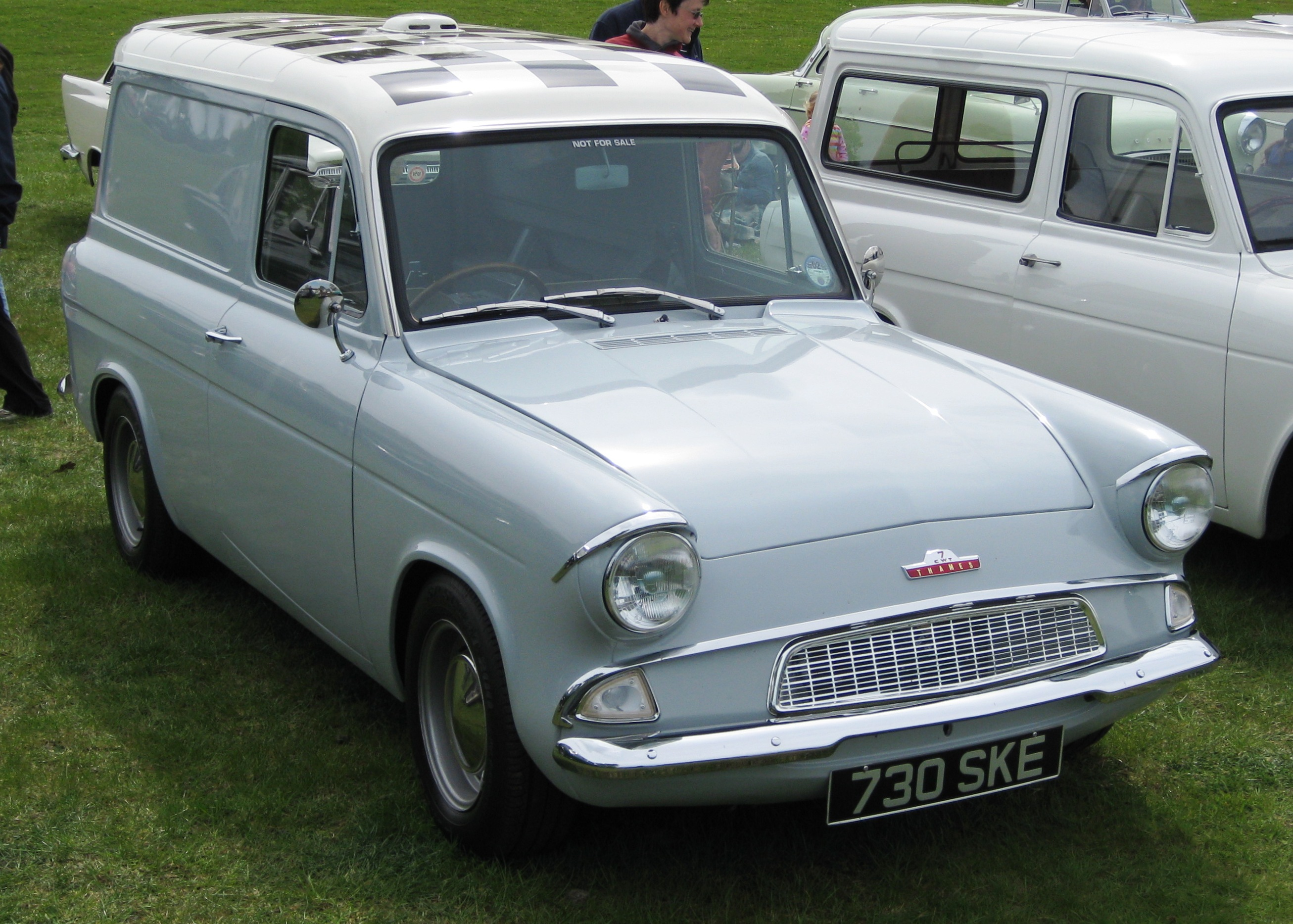

Der Ford Thames 307E (als Linkslenker 308E genannt) ist ein kleiner Lieferwagen auf Basis des Ford Anglia 105E, den Ford of Britain von Sommer 1961 bis Herbst 1967 produzierte. Ab 1965 wurde das Auto als Anglia Van vermarktet.

## Modellgeschichte
Der Thames 307E ersetzte den Ford Thames 300E und wurde in Europa (außer Deutschland) angeboten. Er hatte 250 oder 350 kg Nutzlast und ein maximales Ladevolumen von 2,1 m³. Die Basis-Version mit 250 kg (5 cwt) Nutzlast hatte einen Grill aus lackierten horizontalen Lamellen ähnlich dem Basis-Anglia, während die 350-kg-Version (7 cwt) einen Grill mit hellen engmaschigen Metallgitter in voller Breite ähnlich dem Anglia Deluxe hatte. Der Motor war eine speziell entwickelte kommerzielle Version des Kent-Motors aus dem Anglia 105E mit einer Verdichtung von 7,5:1 oder 8,9:1. Geschaltet wurde mit dem neuen 4-Gang-Getriebe aus dem Anglia. Eine leistungsstärkere Version mit 1,2 Liter großem Vierzylindermotor war ab 1962 als Thames 309E erhältlich.
1961 entwickelte das Karosseriebauunternehmen Kenex Coachwork aus Dover eine Pick-Up-Version des Ford Thames. Bevor diese Variante in Serie gehen konnte, wurde Kenex von dem südenglischen Autohändler Martin Walter übernommen, der den Pick-Up mit zeitlicher Verzögerung von fast drei Jahren 1964 serienmäßig zu fertigen begann.
1968 ersetzte der Ford Escort I Lieferwagen den Anglia Van.